# Classroom of the Elite
Classroom of the Elite (яп. ようこそ実力至上主義の教室へ Ё:косо дзицурёку сидзё: сюги но кё:сицу э, «Добро пожаловать в класс для особо одарённых») — серия ранобэ японского писателя Сёго Кинугаса с иллюстрациям Сюнсаку Томосэ, издававшаяся с мая 2015 по сентябрь 2019 года под издательством Media Factory MF Bunko J. Продолжение серии с подзаголовком «Год 2» начало публиковаться в январе 2020 года. Адаптация манги Юю Итино начала свою публикацию в ежемесячном журнале Media Factory Comic Alive 27 января 2016 года. 25 декабря 2021 года в том же журнале началась публикация манги-адаптации, иллюстрированной Сиа Сасанэ. 
С июля по сентябрь 2017 года проходила трансляция первого сезона ранобэ-адаптации, которой занималась студия Lerche. Второй сезон вышел в июле 2022 года. Третий начал выходить в 2024 году.

## Сюжет
В недалёком будущем японское правительство основало школу Кодо Икусэй, призванную обучать и воспитывать поколение людей, которые будут поддерживать страну в будущем. Студентам предоставляется высокая степень свободы, чтобы максимально сымитировать реальную жизнь. Несмотря на то, что школа славится тем, что её выпускникам открыт путь в любые компании и госучреждения, куда их принимают без конкурса, на самом деле это относится только к ученикам класса "А". Из-за этого в школе разгорается нешуточная борьба между классами за то, чтобы к концу обучения достичь ранга "A".
В школе введена балльная S-система, характеризующая уровень текущих достижений ученических классов. На основании её показателей классы повышают и теряют свой ранг, а ученикам определяется сумма их ежемесячного содержания. За достижения класс набирает очки, за провинности учеников он их теряет. За первый же месяц обучения класс "D", куда школа определяет худших учеников, потерял все свои начальные 1000 очков, его ученики практически полностью потеряли какие-либо перспективы в борьбе за ранг "А", также обнулилось ежемесячное финансирование их обучения и проживания.
Повествование ведётся от лица Киётаки Аянокодзи — тихого и неприметного парня, учащегося класса «D», который не отличается способностью заводить друзей. Хотя Аянокодзи обладает неординарными способностями к обучению, спорту, а также к принятию практических решений в сложных ситуациях, он тщательно скрывает свои способности и не особо стремится к успеху. После знакомства с Судзунэ Хорикитой и Кикё Кусидой, двумя его одноклассницами, его положение (а равно и положение их класса) начинает меняться.

## Медиа

### Ранобэ
Автором серии является Сёго Кинугаса, а иллюстратором — Сюнсаку Томосэ. C 2015 года серия публикуется под лейблом MF Bunko J, принадлежащем Media Factory. Серия состоит из двух частей, разделяющихся по годам обучения. На начало июля 2022 года всего издано 14 томов части «Первый год» и 7 томов части «Второй год».

### Манга
Манга, подобно ранобэ, подразделяется на две части. По состоянию на начало июля 2022, в первой части выпущено 12 полных томов, последний из которых был издан 22 февраля 2022.
Вторая часть манги тоже публикуется в Monthly Comic Alive, но иллюстрируется художником Сиа Сасанэ. Публикация в журнал началась 25 декабря 2021, а первый полноценный том вышел 22 июня 2022.

### Аниме
Первый сезон аниме, созданный на основе первых трёх томов романа, транслировался с 12 июля 2017 года по 12 сентября 2017 года на AT-X и других каналах. Сэйдзи Киси и Хироюки Хасимото выступили в качестве режиссёров. Производством занялась японская компания Lerche. Начальную музыкальную тему Caste Room исполнила певица ZAQ, а завершающую Beautiful Soldier — Минами. Сервис Crunchyroll транслировал аниме по всему миру, в том числе и на русском языке.
4 июля 2022 состоялась премьера второго сезона сериала, а трансляция третьего сезона началась 3 января 2024 года.